# Torech Ungol
En el Universo Imaginario de Tolkien y en la novela El Señor de los Anillos se llamó Torech Ungol a la Cueva en donde moraba la última y terrible hija de Ungoliant, Ella-Laraña. Es una palabra Sindarin que significa el Antro de la Araña.
Se ubicaba en una de las cimas del brazo occidental de las Ephel Dúath, en paralelo al desfiladero de Cirith Ungol.
Poco antes de llegar a la Torre de Cirith Ungol, que guardaba el desfiladero, y al final de la Escalera en Espiral, un sendero se desviaba alejándose de la hondonada que llevaba a las Puertas de la Torre de los Orcos y frente a una muralla de piedra, se abría un túnel de considerables dimensiones, ancho y alto, cuyas paredes eran lisas y que ascendía abruptamente.
Aquí y allá se abrían en ese pasadizo numerosas bocas de túneles que llevaban aire fresco a la gran caverna. En un punto y sobre la pared izquierda se abría otro túnel muy grande en donde los olores eran mucho más fuertes y nauseabundos. Ese túnel conducía a una gran caverna que era la morada de la Araña. Allí conducía sus presas, previamente dormidas con el veneno de su aguijón y luego las devoraba.
El Camino se bifurcaba en ese lugar. El Camino de la derecha ascendía hasta una boca de salida que daba al desfiladero que estaba obstruida con unas poderosas telarañas. Pero no era la única boca, durante los siglos Ella-Laraña había abierto muchas otras bocas a todo lo largo del desfiladero, para atrapar a los Orcos que vivían en la torre. Por uno de ellos huyó, malherida, la araña luego del combate con Sam Gamyi.
Durante la Guerra del Anillo Gollum, llevó a Frodo y a Sam por Torech Ungol ya que había acordado con la Araña que, ella mataría a los Hobbits y él podría recuperar el Anillo Único.
La traición resultó fallida pues los Hobbits salieron del recinto. y si bien Frodo fue inmovilizado por la Araña en el Desfiladero, la acción de Sam permitió salvar a su amo, hiriendo gravemente a Ella-laraña.